# История Донецкой Народной Республики
Доне́цкая Наро́дная Респу́блика (ДНР) — подконтрольное России непризнанное сепаратистское государственное образование, образованное пророссийскими силами в 2014 году. Согласно Конституции Украины, территория, на которую претендует ДНР, входит в состав Украины. Бо́льшая часть заявленной территории ДНР не контролируется украинскими властями; согласно постановлению Верховной рады Украины, является временно оккупированной территорией.
Власти Украины рассматривают ДНР как террористическую организацию. Генеральная прокуратура Украины в связи с деятельностью ДНР возбудила уголовное дело по статье 258-3 УК Украины («создание террористической организации») и заявила, что ДНР создана «для нападения на людей, для запугивания, совершения диверсий, терактов, избиения и убийства украинских граждан».
С 30 сентября 2022 аннексирована Россией.

## Протесты на Юго-Востоке Украины

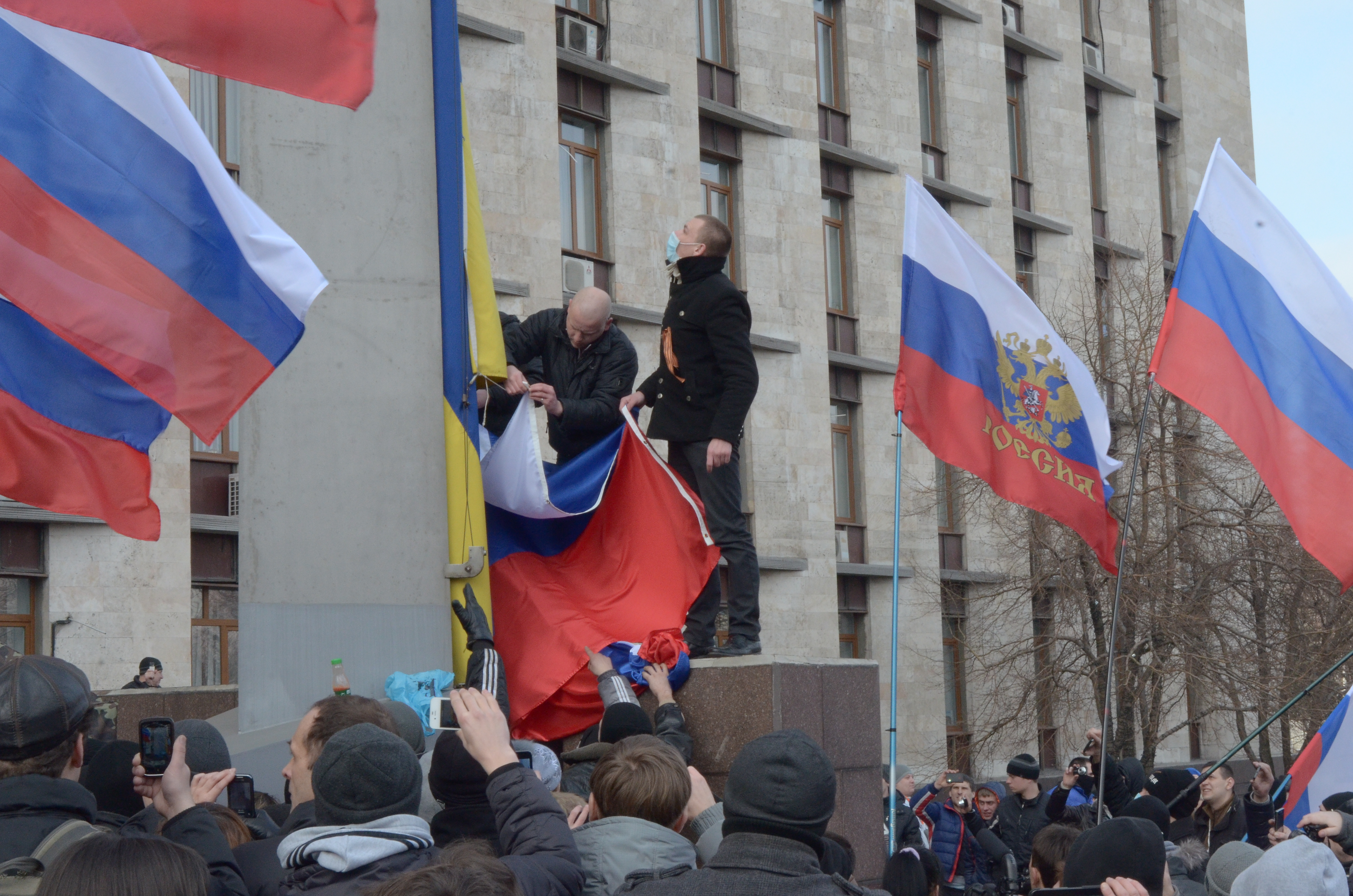
Митинг в Донецке 1 марта 2014 года

В конце ноября 2013 года на Украине начались акции протеста, спровоцированные отказом правительства Николая Азарова подписать соглашение об ассоциации с Евросоюзом. Несколько раз они перерастали в массовые беспорядки. 21 февраля 2014 года под давлением и при посредничестве стран Запада и России президент Украины Виктор Янукович пошёл на уступки и подписал с оппозицией соглашение об урегулировании кризиса на Украине. В тот же день Виктор Янукович покинул Киев. На следующий день Верховная рада, в которой бывшая оппозиция сформировала большинство, приняла постановление, в котором утверждалось, что Виктор Янукович «неконституционным образом самоустранился от осуществления конституционных полномочий» и не выполняет свои обязанности, а также назначила досрочные президентские выборы на 25 мая 2014 года.
23 февраля Верховная Рада возложила обязанности президента Украины на председателя Верховной рады Александра Турчинова. В тот же день Верховная Рада приняла решение об отмене закона, предоставлявшего языкам национальных меньшинств «особый статус» в регионах Украины (через десять дней Александр Турчинов наложил вето на это решение).
27 февраля Александр Турчинов объявил о создании нового парламентского большинства — коалиции «Европейский выбор», в которую вошли члены фракций «Батькивщина», УДАР, «Свобода» и двух депутатских групп — «Суверенная европейская Украина» и «Экономическое развитие». В тот же день премьер-министром Украины стал Арсений Яценюк, было сформировано новое правительство. За день до этого кандидатуры на правительственные посты прошли презентацию на Майдане.
С марта в юго-восточных регионах Украины стали проходить акции протеста против действий бывшей оппозиции, пришедшей к руководству страной. Протестующие отказывались признавать новые украинские власти, выступали за федерализацию Украины и против новых губернаторов, назначение которых считали нелегитимным, выбирали «народных руководителей» своих регионов.

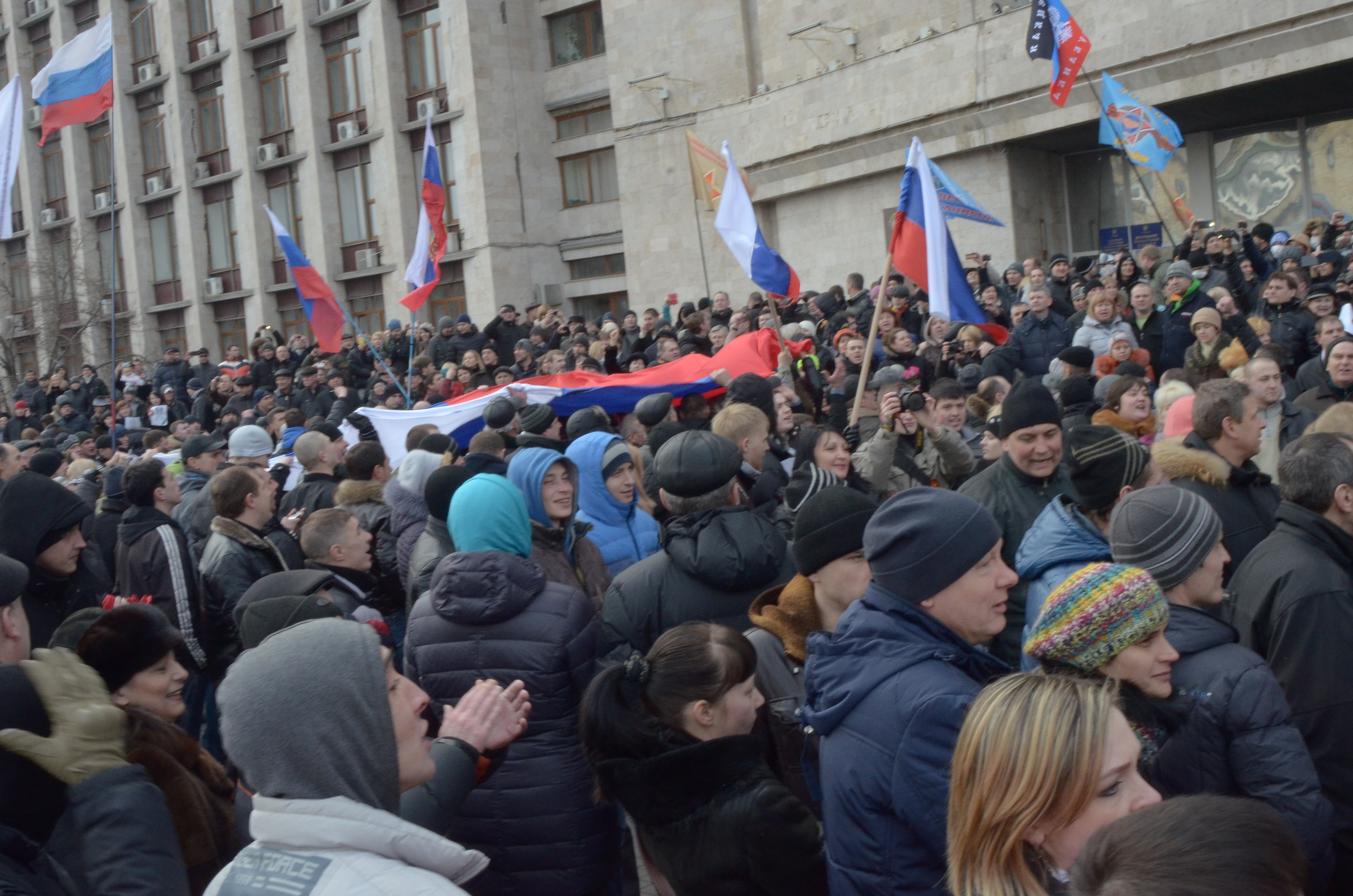
Митинг в Донецке, 1 марта 2014 года.

1 марта на антиправительственный пророссийский митинг на площади Ленина в центре Донецка собралось от 7 до 10 тысяч человек. На митинге была принята резолюция об избрании главой областной государственной администрации лидера возникшего в конце февраля движения «Народного ополчения Донбасса» Павла Губарева и о проведении референдума о судьбе Донецкой области, после чего митингующие захватили здание обладминистрации.
1 марта на внеочередной сессии Донецкого городского совета депутаты решили поддержать инициативы местных жителей, прозвучавшие на митингах в Донецке, и предложили областному совету немедленно провести референдум «о дальнейшей судьбе Донбасса». Горсовет также принял решение считать русский язык официальным наравне с украинским и требовать принятия соответствующих решений от депутатов Донецкого областного совета. Россию решено было рассматривать как стратегического партнёра Донбасса. «С целью обеспечения спокойствия граждан на территории Донецка и защиты от возможных агрессивных проявлений со стороны радикально настроенных националистических сил» было решено создать муниципальную милицию, а «до выяснения легитимности принятых Верховной Радой Украины законов и признания новых органов государственной власти всю полноту ответственности за жизнеобеспечение территорий возложить на органы местного самоуправления».
2 марта Александр Турчинов уволил с должности губернатора Донецкой области Андрея Шишацкого и по решению Совета национальной безопасности и обороны Украины назначил на этот пост бизнесмена Сергея Таруту, председателя совета директоров компании «Индустриальный союз Донбасса». 3 марта, протестуя против этого решения, митингующие, требовавшие признания облсоветом власти «народного губернатора» Павла Губарева, взяли штурмом здание Донецкой ОГА. Начался сбор подписей за референдум по статусу Донбасса.
Губарев на своей пресс-конференции огласил вопросы, которые предлагаются на Донецком референдуме: о будущем государственном устройстве, выборе губернатора Донецкой области и будущем государственном языке на территории области. Сам Губарев заявил, что выступает за включение Донецкой области в состав Российской Федерации и считает присутствие российских миротворческих войск способом обеспечения безопасности юго-восточной Украины.
Утром 5 марта милиция Донецка освободила помещения областной администрации от протестующих, но вечером пророссийские активисты, собравшиеся на митинг перед зданием областной администрации, вновь заняли здание Донецкого облсовета, в котором также расположена областная госадминистрация, здания госказначейства и ТРК «Донбасс». Губарев решил приостановить работу казначейства, чтобы остановить переводы денег в украинскую казну, но и. о. начальника казначейства отказался выполнять его требования. Тогда же пророссийские активисты напали на участников митинга «За единую Украину».
Утром милиция очистила здание Донецкой ОГА, задержав около 70 активистов. Сотрудникам СБУ и спецназа вечером этого же дня на конспиративной квартире в Донецке удалось задержать Павла Губарева (задержание было произведено на основании решения суда в рамках открытого уголовного производства по статьям «Посягательство на территориальную целостность Украины», «Действия, направленные на насильственную смену или свержение конституционного строя» и «Захват государственных или общественных зданий или сооружений»). Впоследствии СБУ сообщила, что Шевченковский районный суд Киева арестовал Павла Губарева на два месяца.
13 марта в Донецке произошли столкновения между участниками двух митингов — пророссийского и митинга за единство Украины, в результате чего 50 человек пострадало, двое погибли. 14 марта в результате этих событий министерства иностранных дел России и Украины обменялись резкими заявлениями. МИД РФ заявил, что украинские власти не контролируют ситуацию и Россия готова взять под защиту своих соотечественников на Украине, а МИД Украины призвал Россию прекратить эскалацию напряжённости и организацию беспорядков на Украине.
15 марта десятитысячный митинг, начавшийся как шествие в поддержку крымского референдума, блокировал здание СБУ, требуя освободить Павла Губарева и 70 других задержанных за участие в акциях протеста. Начальник СБУ пообещал освободить задержанных.
В эти и последовавшие дни под Донецком проводились акции, имевшие целью блокирование передвижений украинской военной техники., осуществлялось пикетирование местными жителями воинских частей и мостов, ведущих в направлении российско-украинской границы.
В последовавшие дни в Донецке проходили митинги с требованиями освобождения Павла Губарева и других лиц, задержанных СБУ, проведения референдума о статусе региона и отставки губернатора.
6 апреля после очередного митинга протеста его участники вновь захватили здание Донецкого областного совета и ОГА. Активисты потребовали немедленного созыва внеочередной сессии Донецкого облсовета и принятия ею решения о проведении референдума о вхождении в состав России — в противном случае, как было заявлено, они намерены инициативным порядком создать свой собственный «народный совет», который заменит Донецкий облсовет.
Позднее губернатор Донецкой области Сергей Тарута обвинил в организации беспорядков бывшего президента Украины Виктора Януковича и его окружение. Мэр Донецка Александр Лукьянченко, однако, заявил, что недовольство населения на юго-востоке Украины было вызвано рядом решений нового украинского правительства (попытка отмены закона о региональных языках, решение об отключении российских телеканалов и т. п.) и сложной экономической ситуацией.

## Провозглашение государственной самостоятельности Донецкой Народной Республики

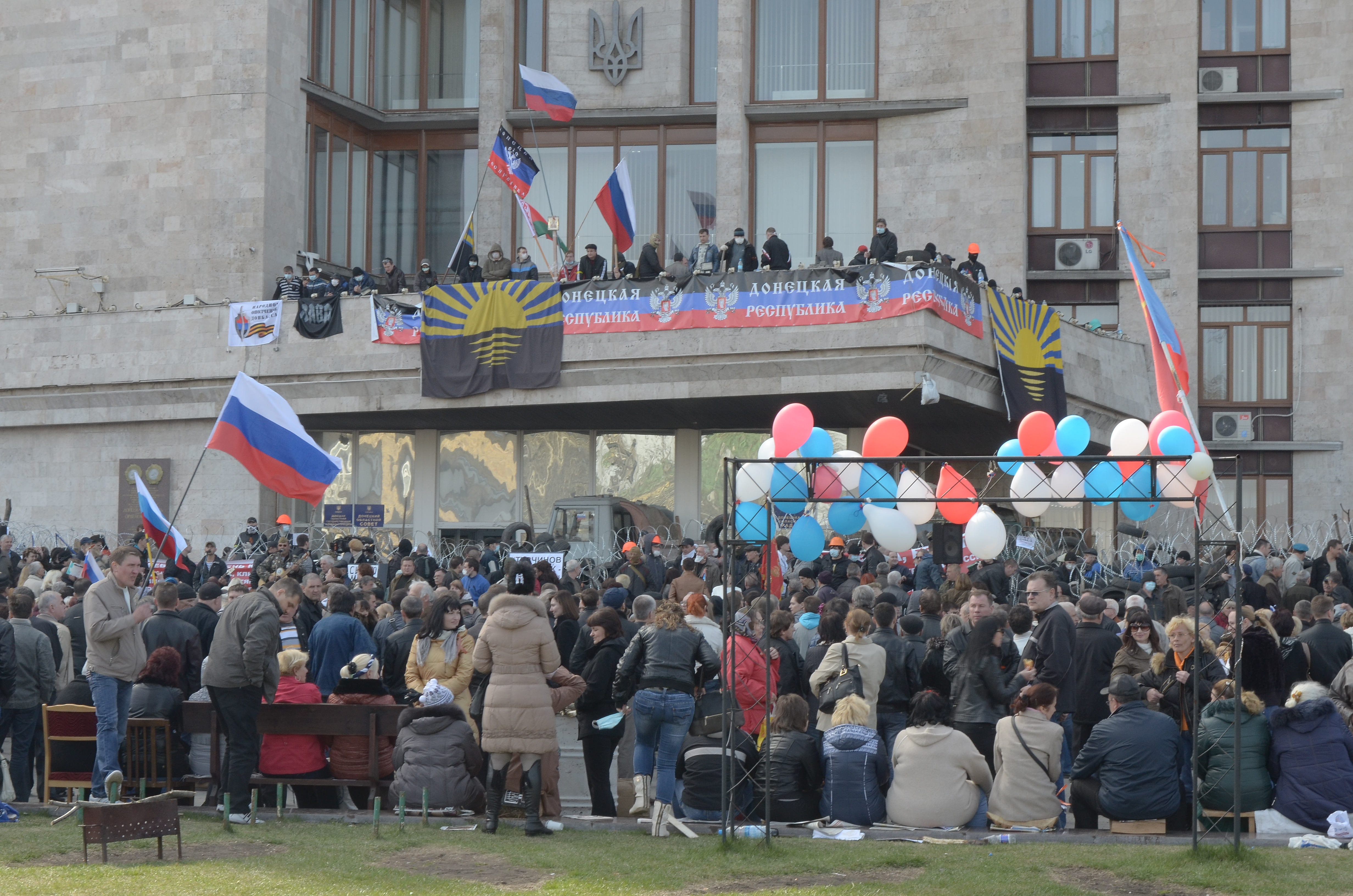
Занятие здания Донецкой ОГА 7 апреля 2014 года

К полудню 7 апреля намерение было осуществлено: пророссийские активисты, удерживавшие под своим контролем здание Донецкого облсовета и областной госадминистрации, сформировали «Верховный совет». Собравшимися в зале заседаний Донецкого облсовета несколькими десятками сторонников федерализации Украины (именовавшими себя в принятых документах «съездом представителей административно-территориальных образований Донецкой области», «Верховным советом Республики» и «Единым народным комитетом Донбасса») были приняты Декларация о суверенитете ДНР и Акт о провозглашении государственной самостоятельности Донецкой Народной Республики.
Верховный совет принял также решение о проведении референдума о самоопределении ДНР в срок не позднее 11 мая 2014 года. Делегаты заявили, что эта дата была согласована с Луганской и Харьковской областями, где 6 апреля также произошли захваты митингующими отдельных административных зданий. Верховный совет обратился к президенту РФ Владимиру Путину с призывом ввести на территорию ДНР миротворческие войска.
Заместитель руководителя Народного ополчения Донбасса Сергей Цыплаков сообщил, что пророссийскими активистами также захвачено здание управления СБУ (здание СБУ в результате мирных переговоров было добровольно освобождено 8 апреля).
Управление по связям с общественностью Донецкого горсовета заявило, что ни городской совет, ни девять районных советов Донецка не уполномачивали кого-либо участвовать в собраниях, на которых принимались решения о судьбе Донецкой области. Донецкий горсовет призвал всех жителей соблюдать закон и порядок и не принимать участия в противоправных действиях. Прокуратура Донецка начала расследование по статье «массовые беспорядки» в отношении участников протестных митингов. Назначенный председатель Донецкой областной госадминистрации Сергей Тарута назвал незаконными все решения Народного совета, призвав активистов освободить захваченные помещения. По его словам, выход из сложившегося кризиса должен найти действующий областной совет депутатов, которому следует дать возможность провести экстренную внеочередную сессию.
Назначенный Верховной радой и. о. премьер-министра Арсений Яценюк заявил, открывая заседание правительства, что на востоке страны реализуется план по дестабилизации ситуации: «Я хотел бы обратиться, в первую очередь, ко всем жителям восточных областей Украины. Всем абсолютно понятно, что идёт реализация антиукраинского, антидонецкого, антилуганского и антихарьковского плана. Плана по дестабилизации ситуации, плана по тому, чтобы иностранные войска пересекли границу и захватили территорию страны, чего мы не допустим».
Назначенный Верховной радой и. о. президента Украины Александр Турчинов сообщил, что из-за пассивного поведения местных правоохранительных структур Донецкой, Харьковской и Луганской областей они будут доукомплектованы за счёт подразделений из других регионов. По его словам, против тех, кто взял в руки оружие, будут проводиться антитеррористические мероприятия. Для координации деятельности силовых структур в Харьков был направлен министр внутренних дел в правительстве Яценюка Арсен Аваков, в Донецк — первый вице-премьер Виталий Ярема, в Луганск — секретарь СНБО Андрей Парубий и глава СБУ Валентин Наливайченко. Донецкая областная прокуратура заявила, что в ходе первичного расследования дела о массовых беспорядках собрано достаточно доказательств того, что действия митингующих «имеют признаки состава преступления, которое квалифицируется как преступление против основ национальной безопасности», поэтому эти действия рассматриваются как направленные на насильственное изменение или свержение конституционного строя или на захват государственной власти. Тем временем Арсен Аваков сообщил, что в Донецк, Луганск и Харьков прибыли спецподразделения милиции из других регионов Украины, «готовые решать оперативные задачи без оглядки на местные нюансы». В городе был создан антикризисный штаб, в который вошли представители руководящего состава МВД, органов прокуратуры и Службы безопасности Украины.
В ночь с 7 на 8 апреля Ринат Ахметов, владеющий в Донецкой области крупными активами, по своей инициативе организовал переговоры между представителями пророссийских активистов, захвативших здание облгосадминистрации, и Виталием Яремой. Ярема после переговоров пообещал, что милиция не будет штурмовать здание Донецкой областной администрации.

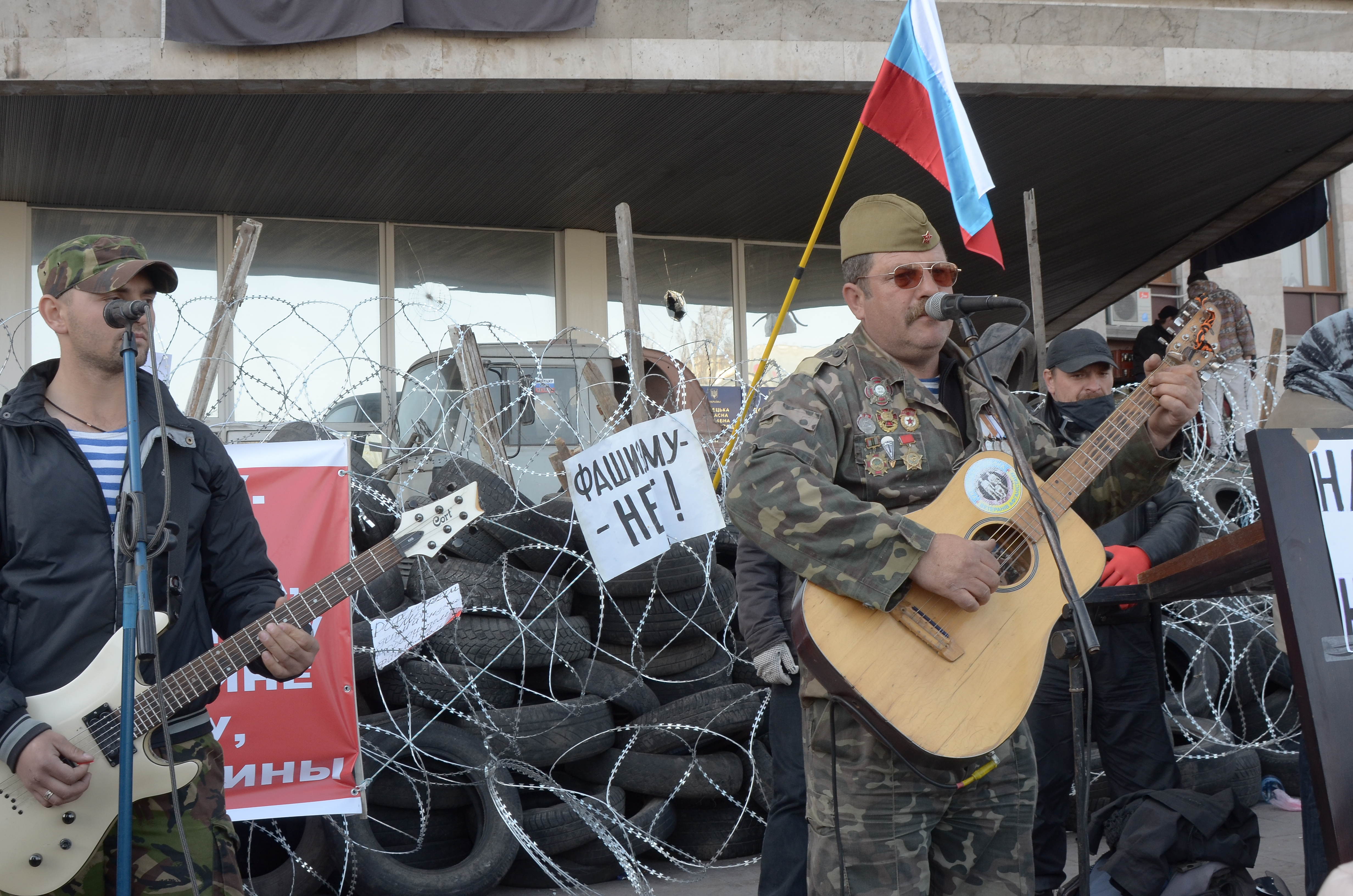
Ветеран Афганской войны поёт песни в поддержку протестующих

8 апреля «Верховный совет» приступил к формированию «временного народного правительства». На заседании «Верховного совета», среди прочего, было заявлено о непризнании новой украинской власти, об увольнении всех назначенных ею руководителей силовых ведомств региона и губернатора Сергея Таруты, о назначении на 11 мая референдума по самоопределению Донбасса. Кроме того, было заявлено о необходимости освобождения из-под ареста «народного губернатора» Павла Губарева, вывода из региона войск и военизированных формирований Украины, а также о необходимости поиска механизмов сотрудничества с Таможенным союзом. Участники митинга продолжали укреплять баррикады у здания администрации, ожидая возможного штурма здания со стороны силовиков. Был организован подвоз песка и других материалов в дополнение к автомобильным шинам и колючей проволоке. Часть собравшихся была занята весь день разборкой тротуарной плитки, выложенной около здания администрации. К защитникам провозглашённой республики, кроме жителей Донецка, присоединились сотни жителей второго по величине города области — Мариуполя.
9 апреля ДНР признала независимость Республики Крым и обратилась к депутатам крымского парламента с призывом признать независимость ДНР. Госсовет Крыма в ответ на это обращение принял заявление «О ситуации в Юго-Восточных областях Украины», в котором указал, что кризис на Украине может быть преодолён только путём проведения местных референдумов по вопросу самоопределения регионов. Депутаты Крыма заявили, что своими действиями жители Крыма уже продемонстрировали другим регионам Украины, как нужно бороться за своё будущее.
9 апреля «Верховный совет» ДНР также объявил о решении создать Центральную избирательную комиссию, которая займётся подготовкой к проведению референдума. В тот же день председатель Донецкого областного совета Андрей Шишацкий написал заявление о сложении с себя полномочий.
10 апреля председатель «временного правительства» ДНР Денис Пушилин заявил в интервью корреспонденту РИА Новости, что Тарута пытался выйти на диалог с новым правительством Донбасса — в частности, по вопросам русского языка и децентрализации Украины. По его словам, если бы такие предложения были сделаны в начале марта, то провозглашения суверенитета Донецкой народной республики можно было избежать. «Однако члены временного правительства не имеют никакого права договариваться о чём-то с бывшими, нелегитимными властями за спиной народа. Решения по всем принципиальным вопросам будут приниматься на общем собрании», — заявил он. По словам корреспондента РИА Новости, 10 апреля из разных городов и районов Донецкой области в Донецк для обороны здания областной госадминистрации прибыли три организованных отряда шахтёров, всего до 200 человек.
Денис Пушилин объявил на брифинге о начале формирования собственной «народной армии» «для защиты народа и территориальной целостности республики». Первым её командующим стал Игорь Хакимзянов; было предложено вступать в «народную армию» бывшим и действующим офицерам и активистам «сил самообороны», созданных митингующими.
Переговоры между лидерами ДНР и назначенным губернатором Донецкой области Сергеем Тарутой и городским головой Донецка Александром Лукьянченко, прошедшие 10 апреля и в ночь на 11 апреля, не дали никаких результатов.
11 апреля и. о. премьер-министра Арсений Яценюк провёл в Донецке расширенное совещание по ситуации на юго-востоке страны с участием назначенных глав областных администраций, мэров городов, руководителей силовых структур и представителей промышленности восточных областей. Яценюк призвал активистов освободить захваченные здания. Он, однако, отказался встречаться с участниками протестов и в своём телеинтервью назвал их сепаратистами, которые говорят «с жёстким российским акцентом и при поддержке российских спецслужб захватывают здания». «Мне понятны требования политические. Но те, кто берёт оружие в руки и говорит, что он представляет интересы той или иной территории, они не представляют интересы, они преступники», — заявил Яценюк в интервью Первому национальному каналу и местному телеканалу «Донбасс». Как заявил командующий «народной армии» Игорь Хакимзянов, «Оружия у нас нет, только палки, но мы будем драться до последнего. Пусть стреляют. Сдаваться им нельзя, потому что мы видим, как они поступают в Харькове» — имелась в виду операция правоохранительных органов, в результате которой они 8 апреля освободили захваченное сторонниками федерализации здание Харьковской областной администрации. В отношении 59 задержанных судом была избрана мера пресечения в виде содержания под стражей на 60 суток.
Тем временем офицеры спецподразделения СБУ «Альфа», получив приказ штурмовать захваченные здания в Донецке и Луганске, отказались выполнять его, поскольку подобный приказ противоречил предназначению подразделения, создававшегося для освобождения заложников и борьбы с терроризмом. После этого исполняющий обязанности президента Украины Александр Турчинов отдал приказ готовиться к штурму занятых зданий Управлению государственной охраны (УГО).
До утра 12 апреля территория «Донецкой народной республики» фактически ограничивалась одним зданием в центре Донецка — областной госадминистрацией. Всю неделю захватившие его сепаратисты ждали штурма со стороны сил, лояльных правительству, и строили баррикады, постепенно превратив здание в крепость. По словам журналистов, единое командование у них отсутствовало — каждый этаж контролировала отдельная группа граждан, представители определённой партии или города, отправившего в Донецк своих делегатов.
В субботу 12 апреля влияние провозглашённой в Донецке ДНР распространилось на всю Донецкую область — Славянск, Мариуполь, Енакиево, Краматорск и ряд небольших городов — точный список всё время менялся, потому что административные здания в городах переходили из рук в руки и при этом отсутствовал единый центр, куда бы оперативно стекалась вся информация.
В городе Славянск со 120-тысячным населением на севере Донецкой области неизвестные вооружённые люди в масках, назвавшие себя представителями областного народного ополчения, захватили здания райотдела милиции и горсовета, после чего сепаратистами был установлен полный контроль над городом. Захвачено административное здание СБУ. На въездах в город по трём основным дорогам (со стороны Изюма, Красного Лимана и Краматорска) «Народным ополчением Донбасса» были созданы импровизированные блокпосты — горы покрышек на проезжей части и обочине, которые впоследствии, по информации журналистов, были обустроены в «полноценные двухуровневые опорные пункты обороны». В Донецке участники митинга начали формировать отряды в помощь Славянску. На выезде из Донецка были остановлены и заблокированы два автобуса с бойцами спецподразделения милиции, направлявшимися в Славянск. Мэр Славянска Нелли Штепа заявила, что поддерживает требование о проведении референдума, которое выдвинули люди, захватившие райотдел милиции.
Вскоре после этого она покинула город, а один из сепаратистов, командир батальона самообороны Славянска Вячеслав Пономарёв, провозгласил себя исполняющим обязанности городского головы.
В самом Донецке участники протестов попытались захватить здание Донецкой областной прокуратуры, но после переговоров с милицией разошлись. В Донецке несколькими сотнями активистов было блокировано здание областного УВД, начальник которого генерал-майор Константин Пожидаев под давлением собравшихся заявил о своей отставке. Прибывший к зданию отряд спецназа милиции (бывший «Беркут») отказался разгонять митингующих, заявил о своей поддержке их требований, бойцы повязали георгиевские ленточки. Над входом в главное управление был установлен флаг «Народного ополчения Донбасса». В здании кроме активистов остались несколько милиционеров для охраны оружейной комнаты.
В тот же день были захвачены райотдел милиции и горсовет ещё одного города на севере Донецкой области — Краматорска. Митингующие вывесили флаг Донецкой народной республики над горисполкомом. Сообщалось также о захвате одного из зданий милиции в городе Красный Лиман.
В связи с ситуацией на юго-востоке страны было созвано срочное заседание Совета нацбезопасности и обороны Украины. Турчинов освободил от должности главу СБУ по Донецкой области.
Тем временем лидер «Правого сектора» Дмитрий Ярош объявил в видеообращении о полной мобилизации всех структур своей организации в связи с событиями на юго-востоке Украины: «Учитывая ситуацию, приказываю всем структурам „Правого сектора“ провести полную мобилизацию и приготовиться к решительным действиям по защите суверенитета и территориальной целостности страны».

## Начало вооружённого конфликта
В ночь на 13 апреля сепаратисты заняли здание горсовета, а также здания милиции и прокуратуры в Енакиеве. Над зданием горсовета были вывешены флаги России и Донецкой республики.
Утром 13 апреля в Славянске началась операция с привлечением спецподразделений из других регионов страны. По данным департамента здравоохранения облгосадминистрации, в ходе силовой операции в городе пять человек получили огнестрельные ранения. Кроме того, в перестрелке на трассе Ростов — Харьков как минимум один офицер СБУ погиб и четверо были ранены, включая начальника Антитеррористического центра СБУ Кузнецова и заместителя начальника управления СБУ Дубовика. Позднее СБУ обвинила в гибели своего офицера российскую разведывательно-диверсионную группу под командованием офицера спецназа ГРУ РФ Игоря Стрелкова.
Тем временем стало известно о захвате здания горсовета в Мариуполе. Над зданием был поднят флаг ДНР, рядом со зданием участники митинга начали возведение баррикад, разбили палаточный городок. Активисты объявили о роспуске горсовета и выбрали 75 новых народных депутатов. При этом Мариупольский исполком продолжил работать, обеспечивая жизнедеятельность города. Мэр города Юрий Хотлубей заявил о готовности местных властей вступить в переговоры с участниками протестов: «Мы позицию свою всегда излагали, и мы стоим на тех позициях: да — децентрализация, да — наделение местных органов власти дополнительными полномочиями, да — русский язык как государственный в наших регионах, да — чтобы у нас было больше прав, которые позволят решать многие вопросы в нашем городе, но мы за то, чтобы все-таки быть в составе Украины, и мы за то, чтобы сохранить добрые, добрососедские отношения с нашим соседом — с Россией, и за то, чтобы в нашем городе был мир и порядок».
Днём было захвачено здание горисполкома в Макеевке; возле него собралось более тысячи активистов с георгиевскими ленточками и российскими флагами. У здания подняты флаги России и ДНР. Отмечено небольшое скопление людей у управления СБУ и горотдела милиции.
Вечером того же дня Александр Турчинов заявил в телеобращении к народу Украины, что в связи с событиями на востоке страны Совет национальной безопасности и обороны Украины принял решение начать широкомасштабную антитеррористическую операцию с привлечением вооружённых сил.
Утром 14 апреля в Славянске продолжился митинг серапатистов у здания райотдела милиции, подъезды к которому с двух сторон перекрыты баррикадами выше человеческого роста. Баррикады, украшенные российскими флагами и лозунгами, охраняли члены «народного ополчения». По городу продолжали перемещаться патрули сепаратистов (пешие и на машинах); они же перекрыли все три въезда в город, установив высокие баррикады и организовав дежурство. Из-за баррикад невозможен выезд автотранспорта за пределы города, покинуть его можно только на поезде или пешком. В самом городе многие магазины закрыты, не работают банки, отменены занятия в школах и детсадах.
В Горловке митингующие, которые с утра собрались у местного горотдела внутренних дел с требованием сменить начальника местной милиции, по итогу потасовки с забаррикадировавшимися внутри сотрудниками милиции заняли здание и выбрали нового начальника милиции. Со здания сорвали флаг Украины и вместо него повесили российский флаг. Как стало известно позднее, их действиями руководил Игорь Безлер. По утверждению активистов, на сторону протестующих перешёл батальон городской патрульно-постовой службы; его начальник Александр Шульженко возглавил городскую милицию. Позднее было занято здание городского совета и Центра административных услуг. Митингующие высказали недоверие мэру Евгению Клепу и провозгласили новым градоначальником главу самообороны города Александра Сапунова. Сапунов заявил, что Горловка намерена принять участие в референдуме о статусе Донецкой области.
В Ждановке сепаратисты заняли здание горсовета и установили на нём флаг ДНР. Как сообщили из города Ясиноватая, местные активисты договорились с мэром и депутатами горсовета об организации совместного с милицией патрулирования города и недопущения в город «людей с оружием». По данным МВД, за сутки в городах Донецк, Мариуполь, Славянск, Кировское, Енакиево, Амвросиевка, Артёмовск, Макеевка, Харцызск прошли массовые мероприятия, в которых участвовало около 3 тысяч человек. Под контроль сепаратистов перешли Харцызск и Кировское.
Горсовет Макеевки на внеочередной сессии принял решение поддержать инициативу о проведении референдума. Для его подготовки был создан общественный совет.
Лидер сепаратистов Славянска Вячеслав Пономарёв на пресс-конференции в здании городской администрации зачитал обращение к президенту России Владимиру Путину с просьбой вмешаться в ситуацию в Донбассе. На центральной площади состоялось общегородское собрание, на котором, в связи с самоустранением мэра города Нели Штепы от управления городом, был избран новый коллегиальный орган самоуправления — территориальная громада из 10 человек, которой поручено сформировать местные органы власти.
На сайте президента Украины был размещён текст указа Александра Турчинова № 405/2014 о начале антитеррористической операции на востоке Украины. Указ вступил в силу со дня опубликования. Оперативный штаб по проведению спецоперации возглавил сам Александр Турчинов, реализация её силовой составляющей поручена назначенному в понедельник первым заместителем главы Службы безопасности Украины и руководителем антитеррористического центра при СБУ Василию Крутову (ему подчинены все силовые подразделения СБУ, а также приданные милицейские и воинские части). Выработкой оперативных решений заняты секретарь Совета нацбезопасности и обороны Парубий и руководитель СБУ Наливайченко.
15 апреля украинские спецназовцы (бойцы спецподразделения внутренних войск МВД Украины «Омега», спецназа МВД и спецподразделения СБУ «Альфа») штурмовали аэродром в районе Краматорска. Украинские военные сначала обстреляли занявших аэродром вооружённых сепаратистов с вертолётов, затем высадились и вступили в перестрелку на земле. Сепаратисты были вынуждены отступить. В ходе столкновения пострадало несколько человек. После боя у аэродрома собрались несколько сотен местных жителей с флагами России и ДНР. Руководитель спецоперации В. Крутов лично вступил с ними в переговоры и объяснил, что «военные прилетели защитить их от террористов». Собравшиеся с криками «Среди нас нет террористов!» набросились на него, после чего военным пришлось открыть предупредительный огонь в воздух. Снайперы заняли все ключевые точки вокруг аэродрома. Несколько сотен активистов остались у въезда на аэродром и начали сооружение баррикад.
В тот же день пророссийские активисты попытались захватить аэродром возле Славянска, но, натолкнувшись на вооружённое сопротивление, были вынуждены отойти.
Мэр Славянска Неля Штепа заявила, что люди, захватившие горсовет 12 апреля, не местные, как она ранее утверждала, а приезжие из российского Крыма, и потребовала от них освободить здание горсовета. В тот же день стало известно о том, что в отношении Штепы следственным отделом СБУ по ч. 2 ст. 110 УК Украины — посягательство на территориальную целостность и неприкосновенность Украины.
16 апреля утром на улицах Краматорска появилась бронированная техника под украинскими флагами. Пророссийские активисты вместе с вооружёнными людьми без опознавательных знаков заблокировали и захватили шесть единиц бронетехники вместе с экипажами из состава передового отряда 25-й десантно-штурмовой бригады из Днепропетровска, действовавших по плану антитеррористической операции. Боевые машины под российскими флагами были отправлены в Славянск.
Ещё 15 единиц украинской бронетехники из состава 25-й десантно-штурмовой бригады были заблокированы местными жителями в районе посёлка Пчёлкино под Краматорском. На выручку к ним прилетел на вертолёте командующий воздушно-десантными войсками полковник Швец. Длительные переговоры закончились освобождением бронетехники лишь после того, как к месту событий прибыла группа неизвестных военнослужащих, чья экипировка, обмундирование и оружие отличаются от украинской армии. Ими было принято решение отпустить колонну после того, как личное оружие украинских военных было приведено в негодность для применения.
Несколько сот местных жителей перекрывали на некоторое время железнодорожное движение на перегоне между станциями Краматорск и Дружковка в знак поддержки пророссийских сил в Краматорске, Дружковке и Славянске.
В Амвросиевке на границе с Россией ещё одна колонна украинской бронетехники была заблокирована членами самообороны.
В Донецке группа вооружённых людей в масках (как стало известно позднее, активисты организации «Оплот») захватила здание горсовета. Захватчики заявили, что не будут препятствовать работе горсовета, но не допустят, чтобы его работники саботировали проведение референдума о статусе Донецкой области.
Первый вице-премьер-министр Виталий Ярема признал, что часть сотрудников милиции Донецка перешла на сторону активистов ДНР.
В Донецке прошёл чрезвычайный съезд, собравший более 3 тысяч депутатов всех уровней Донецкой области от Партии регионов, на повестку дня которого был поставлен вопрос о «чрезвычайной ситуации на юго-востоке Украины». В резолюции съезда среди основных требований к власти было названо усиление полномочий местного самоуправления (бюджетная и гуманитарная автономия), а также придание русскому языку статуса второго государственного: «Мы добиваемся новых принципов формирования региональных органов власти. Это прямые всенародные выборы председателей областных и районных советов, формирование исполкомов областных и районных советов, роспуск областных и районных государственных администраций, автономная бюджетная политика в рамках унитарной страны и распределение налогов между центром и регионами, которое будет закреплено Конституцией Украины и Бюджетным кодексом Украины». В проекте резолюции также говорилось о необходимости немедленного проведения референдума по вопросу внесения изменений в Конституцию Украины. В качестве важнейшей задачи делегаты съезда назвали налаживание диалога властей с людьми с целью недопущения дальнейшей эскалации конфликта. Депутаты, в частности, призвали дончан сложить оружие и освободить захваченные административные здания: «Мы обращаемся ко всем нашим землякам, протестующим в городах Донецкой области, и призываем вас, просим вас — сложите оружие, не подвергайте опасности жизни мирных граждан, освободите захваченные административные здания», поскольку блокирование работы органов исполнительной власти приводит к хаосу и параличу в работе систем жизнеобеспечения городов и районов области. В резолюции также указывалось на необходимость амнистии для протестующих, «как это было с участниками акций протеста на Майдане в Киеве».
В Новоазовске состоялся митинг, на котором несколько десятков жителей потребовали от местных властей поддержать проведение референдума о самоопределении Донбасса и признать Донецкую народную республику. В ходе митинга участники сняли с флагштока перед зданием райсовета и с крыши здания флаги Украины и вывесили флаги ДНР. Позднее на сессии районного совета депутаты заявили, что также выступают за проведение референдума и приняли к сведению декларацию о государственном суверенитете ДНР.
Вечером в Мариуполе имела место попытка штурма батальона внутренних войск после того, как командование отказалось выполнить ультиматум о «переходе на сторону народа». Нападавшие использовали стрелковое оружие и бутылки с зажигательной смесью. В результате перестрелки трое нападавших были убиты, более десяти человек получили ранения, несколько десятков нападавших были впоследствии задержаны.
17 апреля в Женеве состоялась встреча представителей России, Украины, Евросоюза и США, участники которой заявили о необходимости разблокирования захваченных объектов и разоружения незаконных формирований на украинской территории.
18 апреля представители ДНР заявили, что они готовы освободить захваченные здания лишь после того, как новые власти Украины, которые они считают нелегитимными, покинут здания президентской администрации и Верховной Рады. Как заявил Денис Пушилин, «мы обеими руками за освобождение зданий. Но первые здания были захвачены не в Донецке, а в Киеве и на Западной Украине. Мы были вынуждены захватить здания в ответ на эти действия. Давайте освобождать здания в той последовательности, как они захватывались. Сначала в Киеве, на Западной Украине, потом у нас…». В свою очередь, заместитель руководителя Народного ополчения Донбасса Сергей Цыплаков заявил РИА Новости, что его соратники готовы освободить здания и сложить оружие, если власти выпустят «политзаключённых», будет разоружён «Правый сектор» и проведён референдум об изменении территориального устройства Украины. Со своей стороны, украинские власти, требующие немедленного освобождения зданий на востоке Украины, отказываются выводить оттуда войска, задействованные в антитеррористической операции.
27 апреля Донецкая областная телекомпания была взята под контроль сепаратистов.

## Референдум

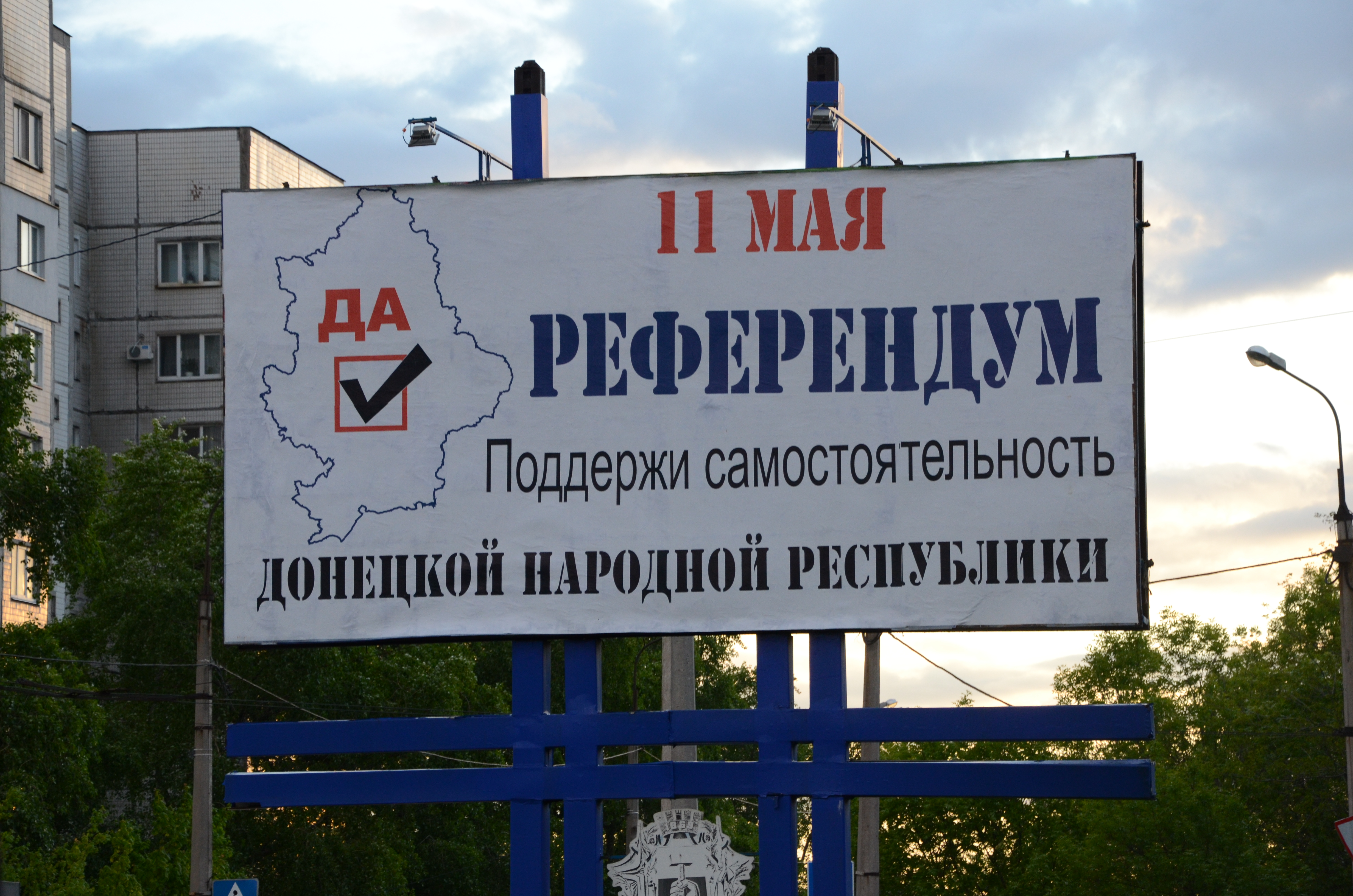
Агитационный билборд в Донецке, 8 мая 2014.

10 апреля 2014 года ДНР начала формировать ЦИК для проведения референдума о статусе региона. 15 апреля был определён состав ЦИК, члены комиссии совместно с органами местного самоуправления приступили к составлению списков жителей, имеющих право голосовать, готовят окружные комиссии и наблюдателей.
В республике зарегистрировано около 3,5 млн избирателей.
26 апреля Денис Пушилин сообщил, что средства на проведение референдума найдены. Для референдума на обычном принтере было напечатано 3,2 миллиона бюллетеней.
7 мая президент России Владимир Путин на пресс-конференции с председателем ОБСЕ Дидье Буркхальтером обратился к руководству ДНР и ЛНР с просьбой отложить намеченные на 11 мая референдумы об отделении от Украины. Также он указал на то, что проведение досрочных президентских выборов на Украине 25 мая является «движением в правильном направлении». Председатель центризбиркома ДНР Роман Лягин заявил, что «если руководство Донецкой Народной Республики примет решение перенести дату референдума, то мы вынуждены будем с этим согласиться», но президентских выборов в Донецке проведено точно не будет.
8 мая более миллиона бюллетеней для референдума были уничтожены в результате нападения на две типографии, где они печатались. По заявлениям российских СМИ, на нападавших были отличительные повязки «Правого сектора». В этот же день сепаратисты отказались переносить дату референдума, и, по сообщениям «Украинской правды», в Донецке уже начали раздавать местным жителям бюллетени для голосования, не имеющие никаких средств защиты от подделки.
10 мая «Комитет патриотических сил Донбасса» (КПСД), объединяющий 18 общественных организаций русскоязычных жителей Донбасса и региональные представительства четырёх политических партий, сообщил о проведении 11 мая альтернативного референдума (консультативного опроса) — о присоединении Донецкой области к Днепропетровской.
10 мая на подступах к Славянску были задержаны вооружённые люди, перевозившие более 100 тысяч заполненных бюллетеней.
На референдум был вынесен единственный вопрос на двух языках (русском и украинском): «Поддерживаете ли Вы акт государственной самостоятельности Донецкой Народной Республики?». Внизу предлагались два варианта ответа: «Да», «Нет».

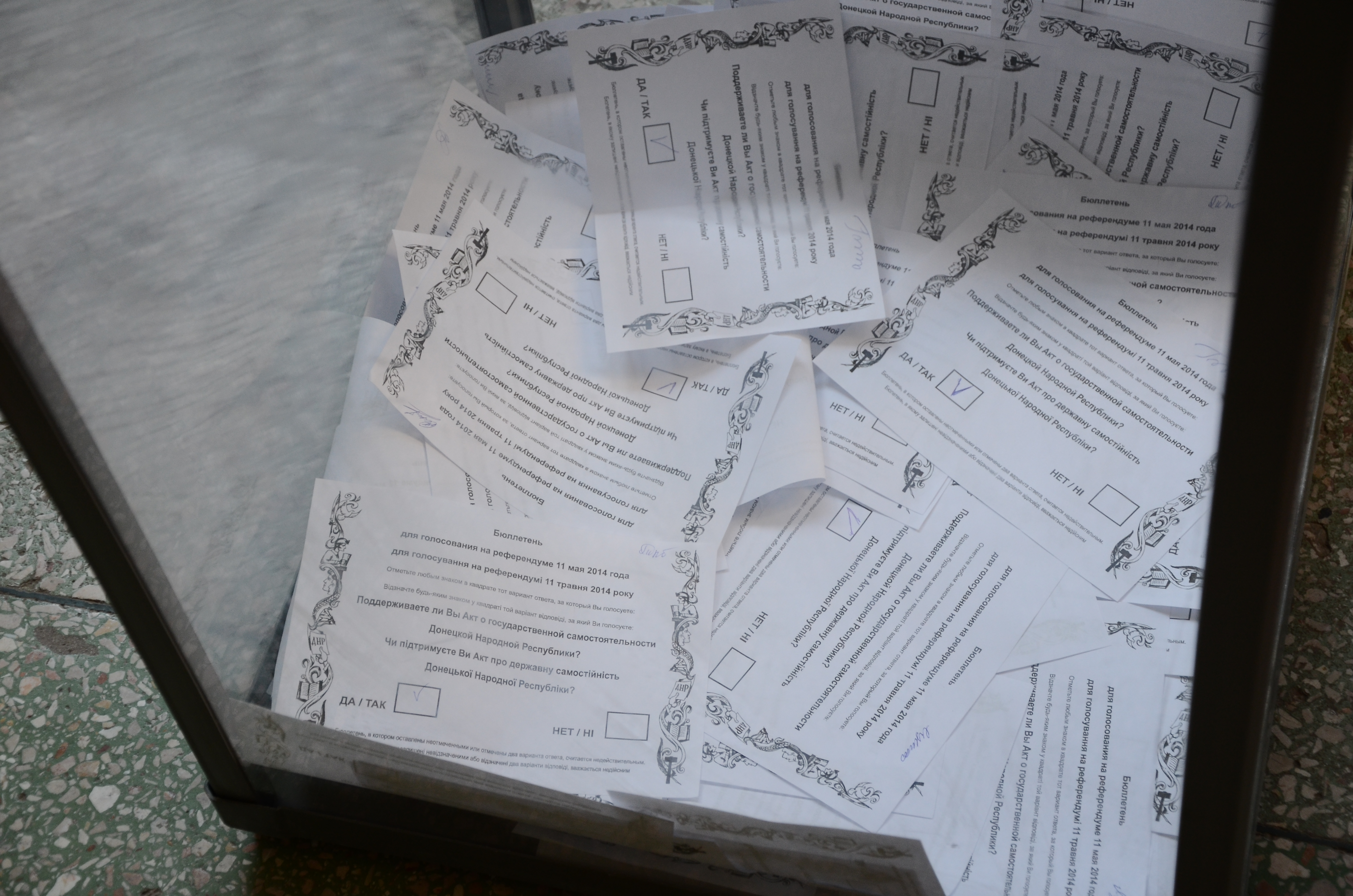
Урна с бюллетенями на участке для голосования в Донецке.

По предварительным данным на 12 мая, объявленным председателем ЦИК ДНР Романом Лягиным, от общего количества проголосовавших (явка, по сообщениям «правительства ДНР» составила 74,87 % от общего количества избирателей Донбасса) «за» проголосовали 89,07 процентов, «против» — 10,19 процента, а 0,74 процента бюллетеней испорчены.
12 мая в МИД Украины выступили с заявлением, в котором прошедший референдум был назван незаконным и нелегитимным, а также привёл данные опроса общественного мнения в восточных регионах, сделанного исследовательским центром «Pew Research Center» в апреле 2014 года, согласно которому 70 % жителей восточных регионов предпочитают жить в единой Украине. В министерство выразили уверенность, что «подавляющее большинство местных жителей — настоящие патриоты и сторонники единого и неделимого Украинского государства — запуганы вооружёнными пророссийскими террористическими бандформированиями и, опасаясь за свою жизнь, не могут свободно высказывать своё мнение, отличное от позиции боевиков и их коллаборационистов». Мнения об отсутствии у сторонников отделения большинства в Донецкой области придерживаются и некоторые эксперты и аналитики.
14 мая была принята Конституция ДНР, а 21 июня Верховный Совет ДНР утвердил флаг и герб республики.
27 июня президент частично признанной Южной Осетии Леонид Тибилов подписал указ «О признании Донецкой народной республики».

## Противостояние в Славянске

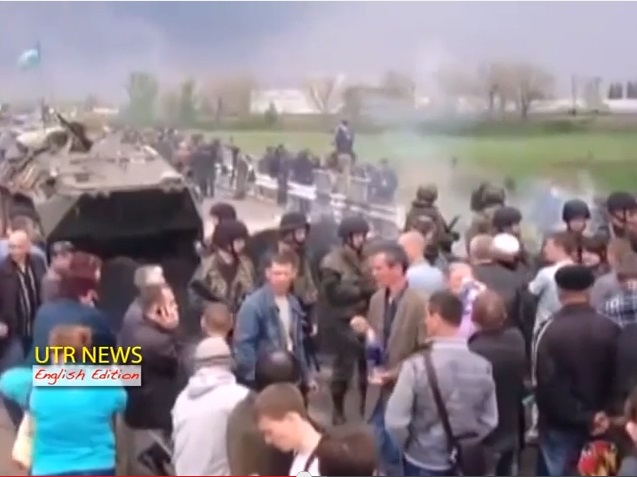
Гражданские лица блокируют украинских военных под Славянском в апреле 2014 года

Противостояние в Славянске началось 12 апреля 2014 года, когда вооружённые члены «Народного ополчения Донбасса» заняли здания милиции и горсовета, включив город в зону влияния самопровозглашённой Донецкой Народной Республики. После почти трёхмесячных столкновений, в ночь на 5 июля, сепаратисты оставили Славянск. В тот же день город перешёл под контроль украинских военных, а над Славянским городским советом был поднят государственный флаг Украины.

## Противостояние в Мариуполе
7 мая украинским батальонам Нацгвардии удалось освободить здание горсовета Мариуполя от сторонников ДНР. Силовики вытеснили сепаратистов из здания горсовета с применением газа, на крыше был водружён флаг Украины. Арсен Аваков заявил, что город находится под полным контролем правительственных сил, однако уже через несколько часов здание горсовета вернулось под контроль сепаратистов. По сообщению МВД Украины, 7 мая бойцы «Народного ополчения Донбасса» в районе посёлка Мангуш обстреляли автобус батальона милиции специального назначения «Азов», который двигался из Мариуполя в сторону Бердянска. В бою погиб один из нападавших, раненые были с обеих сторон, двое из нападавших были взяты в плен, одним из них оказался «министр обороны» ДНР Игорь Хакимзянов.

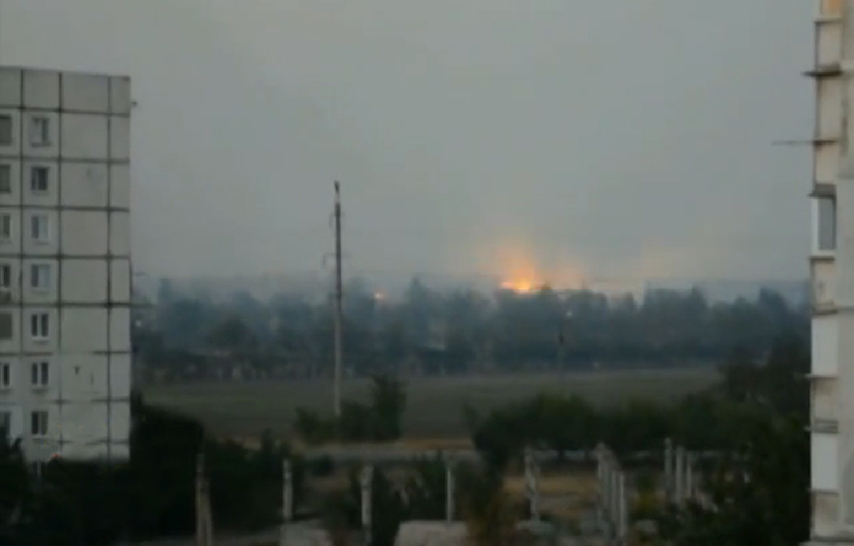
Бои под Мариуполем

9 мая, в праздник День Победы, в Мариуполе произошёл бой сепаратистов с Нацгвардией Украины и спецназом МВД батальона «Азов». В ходе столкновений погибло 7 человек, 39 получили ранения. Несмотря на присутствие при этом боестолкновении 9 бронемашин Нацгвардии, местные сепаратисты отразили нападение. Нацгвардия потеряла в ходе столкновения 3 бронемашины (одна из них была уничтожена, две захвачены).
13 июня батальон «Азов» при поддержке украинских силовиков и бронетехники зачистил центр Мариуполя от сепаратистов ДНР. Наиболее ожесточённые бои развернулись возле местного штаба ДНР, при этом в столкновениях активно применялись миномёты. К концу дня над административными зданиями Мариуполя были подняты украинские флаги. Стало известно о занятии города украинской армией. По предварительным данным, в результате операции было убито не менее 5 бойцов ДНР, более 30 было задержано.

## Отношения между ДНР и Ринатом Ахметовым
15 апреля 2014 года представители компании System Capital Management (СКМ), принадлежащей донецкому миллиардеру Ринату Ахметову, заявили о том, что придерживаются позиции мирного разрешения ситуации в стране и просят активистов политических партий и общественных организаций не вовлекать предприятия Группы СКМ и их сотрудников в гражданское противостояние ни на одной из противоборствующих сторон: «Мы просим вас отказаться от насилия, силового противостояния и перейти к переговорам, в которых необходимо найти мирное решение. От этого зависит спокойствие и стабильность на востоке Украины и во всей стране». Между тем сам Ахметов, владеющий в Донецкой области многочисленными активами, включая футбольный клуб «Шахтёр», 7-8 апреля принял участие в переговорах представителей украинских властей с митингующими в Донецке сторонниками федерализации.
В мае Ринат Ахметов объявил о переходе в оппозицию к Донецкой народной республике. Ахметов выразил уверенность, что выход из кризиса на востоке Украины состоит в законодательном закреплении децентрализации власти, в то время как изоляция, в которой могла оказаться Донецкая республика, по его мнению, грозила остановкой производства и социальными сложностями. 20 мая Ахметов призвал своих рабочих в Донбассе выйти на предупредительную забастовку в поддержку мира.
25 мая сепаратисты взяли под контроль резиденцию Ахметова, который сам находится за пределами Донецкой области. В этот же день руководство ДНР объявило о начале национализации в связи с нежеланием региональных олигархов платить налоги в бюджет ДНР. Взятое под контроль сепаратистов Донецкое управление железной дороги объявило о приостановке грузоперевозок, в том числе о прекращении отправок продукции предприятий Ахметова. Позднее, однако, премьер-министр правительства ДНР Бородай в интервью РИА Новости сообщил, что власти ДНР не намерены национализировать предприятия Ахметова. Хотя заявления Ахметова «против ДНР» и его отказ платить налоги в бюджет республики «являются незаконными», но «Ринат Ахметов — это не Коломойский. Это человек, который действительно много сделал для Донбасса, пользуется здесь авторитетом. Он не затевал революцию и не устраивал здесь гражданскую войну. И не финансировал боевиков. Поэтому мы пытаемся с ним договориться и относимся к его заявлениям, весьма нервным, спокойно», — подчеркнул Бородай. По его словам, заявления миллиардера «явно вызваны угрозой потери капитала, проблемами с Европой, возможными санкциями, снижением капитализации его активов».

## Противостояние в Донецке
В ночь с 25 на 26 мая сепаратисты предприняли попытку захвата Донецкого международного аэропорта. Целью операции было установление контроля над диспетчерской вышкой и взлётно-посадочной полосой, чтобы прекратить переброску по воздуху войск и военных грузов. В операции, планированием и руководством которой занимался командир батальона «Восток» Александр Ходаковский, был задействован переданный в его подчинение сводный отряд российских и украинских добровольцев, прибывший в Донецк из Ростовской области 25 мая.
В ходе операции отряд понёс серьёзные потери. Потеряв несколько человек убитыми и ранеными, отряд получил приказ идти на прорыв в сторону Донецка и погрузился в два «Камаза». Грузовики шли на полной скорости, при этом бойцы вели непрерывную беспорядочную стрельбу. При въезде в город они были обстреляны из гранатомётов и пулемётов сепаратистами, которые получили информацию о том, что на прорыв в Донецк со стороны аэропорта идут бойцы Национальной гвардии Украины. В результате силы ВСУ сохранили контроль над аэропортом, при этом сепаратисты потеряли более 50 человек убитыми. Сепаратисты, тем не менее, закрепились на подступах к аэропорту.
В течение последующих двух месяцев подразделения ВСУ были блокированы на территории аэропорта отрядами ДНР, которые неоднократно пытались взять аэропорт штурмом. Только в конце июля в результате успешных деблокирующих действий украинской армии и отступления сепаратистов в пределы городской черты силовикам удалось пробить «коридор» и доставить на территорию аэропорта тяжёлое вооружение.

## Лето 2014 года
Через несколько дней после того, как Пётр Порошенко одержал победу на президентских выборах, антитеррористическая операция по зачистке юго-востока страны от сепаратистов приобрела характер полномасштабных боевых действий.
Поначалу силам АТО сопутствовал успех: применяя тяжёлую бронетехнику, артиллерию и боевую авиацию, регулярные войска, Национальная гвардия и добровольческие батальоны стали теснить сепаратистов, стараясь разъединить два оплота их обороны — Донецк и Луганск — и отрезать их от границы с Россией. В августе наступил перелом: сначала сепаратисты захватили участок на юге Луганской области, граничащий с Ростовской областью, а в конце месяца перешли в контрнаступление.
В начале лета развернулись бои между силовиками и сепаратистами за контроль над российско-украинской границей. К 5 июня сепаратистам удалось захватить целый ряд украинских погранпунктов. К 13 июня сепаратисты были выбиты из Мариуполя, была предпринята операция по изоляции «народных республик» от России. 5 июля контроль над Славянском перешёл к украинским силовикам, а 6 июля украинский флаг был поднят над Дружковкой и Артёмовском.
9 июля в эфире донецкого телевидения объявили о создании республиканской армии, за службу в которой обещали платить 5-8 тысяч гривен.
В середине лета сепаратисты предприняли ряд успешных контратак; так в результате боёв за Саур-Могилу и ракетной атаки под Зеленопольем украинские силы попали в Южный котёл.
17 июля был сбит Боинг авиакомпании Malaysia Airlines, выполнявший плановый рейс из Амстердама в Куала-Лумпур, на востоке Донецкой области Украины в районе села Грабово недалеко от Тореза. По итогу международного расследования к сбитию была причастна группа сепаратистов под руководством Игоря Стрелкова. Воспользовавшись замешательством[кого?], связанным с расследованием трагедии, украинские войска взяли под контроль города Рубежное, Дзержинск и Соледар. 22 июля сепаратисты отступили из Северодонецка, Лисичанска, Кировска и Попасной, а также на две недели утеряли контроль над Саур-Могилой.
17 июля было создано Министерство внутренних дел ДНР.
22 июля Верховная рада Украины назвала ДНР террористической организацией и призвала международное сообщество сделать то же самое.
10 августа начались бои за Иловайск, позже закончившиеся окружением и уничтожением крупной группировки ВСУ.
В течение августа 2014 года в ДНР были созданы военная прокуратура, военная полиция и контрразведка. 17 августа этого же года президиум Совета министров ДНР принял «Положение о Военных судах ДНР» и «Об утверждении Уголовного кодекса ДНР».
24 августа сепаратисты предприняли крупное наступление на юге Донбасса и вышли к Азовскому морю. 28 августа они смогли взять под контроль Новоазовск, а также ряд населённых пунктов Новоазовского, Старобешевского, Амвросиевского районов.

## Минское соглашение о прекращении огня

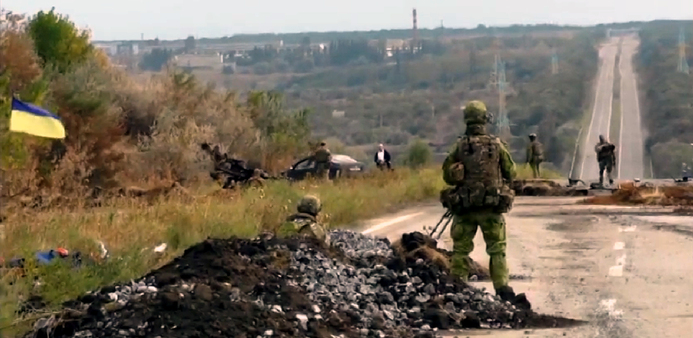
Блокпост украинских войск в Донбассе, 10 сентября 2014 года

3 сентября на фоне разворачивающегося контрнаступления вооружённых формирований ДНР состоялся телефонный разговор между президентами Украины и Российской Федерации, в ходе которого президент Путин предложил:
1. прекратить активные наступательные действия вооружённых сил и вооруженных формирований ополчения.
2. отвести вооружённые подразделения силовых структур Украины на расстояние, исключающее возможность обстрела населённых пунктов артиллерией и всеми видами систем залпового огня.
3. предусмотреть осуществление полноценного и объективного международного контроля за соблюдением условий прекращения огня и мониторингом обстановки.
4. исключить применение боевой авиации против мирных граждан и населённых пунктов в зоне конфликта.
5. организовать обмен насильственно удерживаемых лиц по формуле «всех на всех».
6. открыть гуманитарные коридоры для передвижения беженцев и доставки гуманитарных грузов в города и другие населённые пункты Донбасса.
7. обеспечить возможность направления в пострадавшие населённые пункты ремонтных бригад для восстановления разрушенных объектов социальной и жизнеобеспечивающей инфраструктуры[153].

5 сентября Контактная группа договорилась о двустороннем прекращении огня. Был подписан протокол по мерам, направленным на имплементацию мирного плана президента Украины Петра Порошенко и инициатив президента России Владимира Путина:
1. обеспечить немедленное двустороннее прекращение огня;
2. обеспечить мониторинг и верификацию со стороны ОБСЕ режима прекращения огня;
3. осуществить децентрализацию власти, в том числе путем принятия Закона Украины «О временном порядке местного самоуправления в отдельных районах Донецкой и Луганской областей» (Закон об особом статусе);
4. обеспечить постоянный мониторинг на российско-украинской государственной границе и верификацию со стороны ОБСЕ с созданием зоны безопасности в приграничных районах Украины и Российской Федерации;
5. немедленно освободить всех заложников и незаконно удерживаемых лиц;
6. принять закон о недопущении преследования и наказания лиц в связи с событиями, которые произошли в отдельных районах Донецкой и Луганской областей Украины. Позже президент Порошенко заявил, что это касается лиц, не совершивших убийств и покушений на жизнь государственных деятелей;
7. продолжить инклюзивный общенациональный диалог;
8. принять меры для улучшения гуманитарной ситуации в Донбассе;
9. обеспечить проведение досрочных местных выборов в соответствии с Законом Украины «О временном порядке местного самоуправления в отдельных районах Донецкой и Луганской областей» (Закон об особом статусе);
10. вывести незаконные вооружённые формирования, военную технику, а также боевиков и наёмников с территории Украины;
11. предоставить гарантии личной безопасности для участников консультаций.

16 сентября Верховная рада приняла два закона, предложенных Порошенко: «Об особом порядке самоуправления отдельных районов Донбасса» и «О недопущении преследования и наказания участников событий на территории Донецкой и Луганской области». В пояснении к закону об амнистии указано, что она распространяется на участвовавших в боях на востоке (за исключением подозреваемых и обвиняемых в тяжких преступлениях и причастных к крушению Боинга), которые за месяц с начала вступления в действие закона сложат оружие и отпустят заложников. Закон об особом порядке самоуправления предусматривал особый порядок управления на 3 года, содействие использованию русского языка, восстановление промышленных объектов и инфраструктуры, трансграничное сотрудничество в указанных районах с РФ, создание народной милиции из местных жителей.
После вступления в силу режима прекращения огня обе стороны конфликта неоднократно обвиняли друг друга в его нарушении, и столкновения не прекращались. Продолжались бои за Донецкий аэропорт, обоюдные артобстрелы происходили в районе Дебальцева.
19 сентября на заседании Контактной группы был утверждён Меморандум о двустороннем прекращении применения оружия, который предусматривал:
1. прекращение применения оружия;
2. остановку подразделений и формирований сторон на линии соприкосновения по состоянию на 19 сентября;
3. запрет на применение всех видов оружия и ведение наступательных действий;
4. отвод средств поражения калибром более 100 мм от линии соприкосновения на расстояние не менее 15 км с каждой стороны, в том числе из населённых пунктов, что позволило бы создать зону прекращения применения оружия шириной не менее 30 км — зону безопасности. При этом предусматривалось отвести с линии соприкосновения сторон артиллерийские системы калибра более 100 мм на удаление их максимальной дальности стрельбы;
5. запрет на размещение тяжёлых вооружений и тяжёлой техники в районе, ограниченном определёнными населёнными пунктами;
6. запрет на установку новых минно-взрывных инженерных заграждений в пределах зоны безопасности, снятие ранее установленных минно-взрывных заграждений в зоне безопасности;
7. запрет на полёты авиации и иностранных летательных аппаратов, кроме аппаратов ОБСЕ, над зоной безопасности;
8. развёртывание в зоне прекращения применения оружия мониторинговой миссии ОБСЕ;
9. вывод всех иностранных наёмников из зоны конфликта как с одной, так и с другой стороны.

## Октябрь — ноябрь 2014 года
Несмотря на подписанное мирное соглашение, бои за Донецкий аэропорт продолжились. В результате многомесячных боевых действий здания и сооружения аэропорта были полностью разрушены.
Местом активных боевых действий также оставался город Дебальцево.
6 ноября власти ДНР обвинили украинских силовиков в развязывании полномасштабных боевых действий и нарушении режима прекращения огня. Колонна бронетехники ВСУ попыталась пробиться в город Ясиноватая, но атака была отбита, в ходе чего было уничтожено до пяти единиц бронетехники ВСУ.
7 октября был создан Центральный республиканский банк ДНР.
2 ноября на выборах главы ДНР победу одержал Александр Захарченко, который с 7 августа после ухода в отставку Александра Бородая исполнял обязанности премьер-министра ДНР.
15 ноября Киев ввёл экономическую блокаду против ДНР и ЛНР. Президент Украины Порошенко подписал указ, согласно которому с 28 ноября на территории ДНР и ЛНР была прекращена выплата украинских зарплат, пенсий и пособий, а также закрылись украинские государственные учреждения.

## Зима 2014/2015
22 декабря 2014 года было создано официальное информагентство ДНР «Донецкое агентство новостей».
В декабре 2014 года на линии соприкосновения установилось затишье, но в январе 2015 года ситуация обострилась. К середине января ситуация в зоне конфликта ухудшилась настолько, что возобновление полномасштабных военных действий стало всё более реальным. После перехода Донецкого аэропорта под контроль вооружённых формирований ДНР и ряда инцидентов в зоне конфликта, сопровождавшихся гибелью мирного населения (обстрел автобуса под Волновахой, артобстрел остановки транспорта «Донецкгормаш» в Донецке и др.), в которых противоборствующие стороны взаимно обвинили друг друга, вооружённые формирования ДНР и ЛНР начали совместную операцию в зоне Дебальцевского выступа.
Армия ДНР атаковала в районе Мариуполя и к северо-западу от Донецка.
24 января сепаратисты заявили о занятии посёлка Красный Партизан. Обострилась обстановка и в районе Мариуполя. К 30 января сепаратисты заявили, что взяли посёлок Углегорск и замкнули т. н. «Дебальцевский котёл», где в окружении оказалось около 8 тыс. украинских военнослужащих. 1 февраля украинские силовики вели атаки в Углегорске. Также украинские силы в тот день ушли из Никишино. 18 февраля сепаратисты установили контроль над Дебальцево.
4 февраля 2015 года депутаты Верховного Совета ДНР провозгласили ДНР государством-преемником Донецко-Криворожской Республики.

## Второе Минское соглашение о прекращении огня
11 февраля лидеры «нормандской четвёрки» собрались в Минске. На заключительном этапе к ним присоединилась спецпредставитель председателя ОБСЕ в Контактной группе по урегулированию ситуации на Украине Хайди Тальявини. В результате длительных переговоров лидеры «четвёрки» приняли Декларацию в поддержку Комплекса мер по выполнению Минских соглашений, принятого Контактной группой по урегулированию ситуации на Украине. Комплекс мер по выполнению Минских соглашений предусматривал «незамедлительное и всеобъемлющее прекращение огня в отдельных районах Донецкой и Луганской областей Украины и его строгое выполнение» с 15 февраля, отвод тяжёлых вооружений обеими сторонами на равные расстояния в целях создания зоны безопасности, а также мониторинг и верификацию ОБСЕ режима прекращения огня и отвода тяжёлого вооружения с применением всех необходимых технических систем, включая спутники, БПЛА и радиолокационные системы.
Дальше должен быть обмен пленными, свободное передвижение людей через линию соприкосновения. Украина согласно Комплексу мер должна снять блокаду с ДНР и ЛНР. До конца 2015 года Киев должен провести конституционную реформу и провести децентрализацию власти. ДНР и ЛНР согласно этим соглашениям должны стать автономией с широкими политическими, экономическими и культурными правами в составе Украины. Также Донбасс должен иметь особый статус, а для сепаратистов должна быть амнистия.
С 15 февраля в силу вступил режим прекращения огня. Бои в Дебальцево шли до 18 февраля. После занятия Дебальцево силами ЛНР начался отвод тяжёлого вооружения от линии соприкосновения. В начале марта по заявлению представителей ДНР и ЛНР они закончили отвод тяжёлого вооружения от линии фронта. В апреле началось увеличиваться количество обстрелов. В мае ОБСЕ заявила, что ни сепаратисты, ни армия Украины не отвели военную технику от линии фронта.

## 2015 год
28 марта 2015 года было возобновлено пассажирское железнодорожное сообщение внутри ДНР и ЛНР.
3 июня в районе Марьинки обострилась ситуация. Украинские военные и сепаратисты применили тяжёлое вооружение. В результате боёв линия фронта не изменилась. Петровский район Донецка подвергся обстрелам.
16 июня была обстреляна территория химзавода в Куйбышевском районе Донецка. 1 июля сепаратисты ДНР объявили посёлок Широкино демилитаризованной зоной.
В июле Центральный банк ДНР объявил о запуске в тестовом режиме системы пластиковых карт.
2 июля сепаратисты ушли из Широкино и отошли на 2 километрах восточнее, в сёла Саханка и Безыменное на заранее подготовленные позиции. В этот же день глава ДНР Александр Захарченко заявил о том, что 18 октября пройдут выборы глав городов и районов ДНР.
8 июля главы ДНР и ЛНР обратились к ООН с просьбой создать Международный трибунал по Донбассу.
18 июля сепаратисты начали отвод тяжёлого вооружения калибром менее 100 миллиметров. 21 июля Контактная группа по Украине согласовали план отвода тяжёлого вооружения калибром менее 100 мм. 6 августа в Донецке прошёл митинг людей, которые недовольны работой ОБСЕ в Донбассе.
В ночь с 9 на 10 августа произошёл бой в районе Старогнатовки (на Мариупольском направлении). Сепаратисты отбили атаку, украинские военные отошли на свои исходные позиции. Вечером 16 августа были обстреляны украинские посёлки Лебединское и Сартана под Мариуполем. Погибли два мирных жителя, были ранены шестеро, повреждено около 50 домов. 17 августа в Мариуполе объявили траур по погибшим. Специалисты ОБСЕ по воронкам от снарядов определили, что обстрел вёлся с востока 122-мм и 152-мм артиллерийскими снарядами. Сепаратисты заявили, что посёлки были обстреляны украинскими военными. 25 августа украинские военные начали атаку на позиции сепаратистов в Тельмановском районе: «Противник атакует Белую Каменку с северного и западного направления» — заявили бойцы батальона «Викинг» 1-й Славянской бригады ДНР. Местные жители заявляли о непрекращающихся миномётных обстрелах. В итоге сепаратисты отбили атаку, по их заявлениям, украинские военные потеряли 7 человек убитыми и 11 человек ранеными, также уничтожены две украинские бронемашины. 26 августа в районе Александровки произошёл бой под Марьинкой. В этот же день Контактная группа по Украине договорилась о полном прекращении огня к 1 сентября. После этого должна начаться реализация Минских соглашений от 12 февраля 2015 года.
1 сентября,  данным ОБСЕ, на линии соприкосновения установилось затишье, согласованное Контактной группой по Украине 26 августа. В тот же день ДНР перешла на использование российского рубля. 3 сентября МИД РФ заявил, что удовлетворён прекращением огня в Донбассе, а также заявил, что Украина должна выполнить свои обязательства, прописанные в Комплексе мер. 4 сентября председатель Народного совета ДНР Андрей Пургин был отправлен в отставку. И. о. председателя Народного совета ДНР стал Денис Пушилин. 8 сентября ДНР блокировала поставки угля на Украину. 11 сентября Денис Пушилин был назначен председателем Народного совета ДНР. За его назначение проголосовало 76 депутатов Народного совета.
16 сентября Александр Захарченко подписал указ о проведении местных выборов в ДНР. 27 сентября официальный представитель администрации президента Украины по вопросам спецоперации Александр Мотузиняк заявил, что около месяца в Донбассе сохраняется затишье. 28 сентября глава ПАСЕ Анн Брассер заявила, что миссия наблюдателей от ПАСЕ будет участвовать в мониторинге местных выборов в ДНР и ЛНР.
29 сентября Контактная группа по Украине подписала документ об отводе тяжелых вооружений калибром менее 100 мм. Сам документ стал дополнением к Комплексу мер от 12 февраля 2015 года. 30 сентября глава ДНР Денис Пушилин подписал этот документ и в тот же день  заявил, что соглашение фактически является окончанием войны в Донбассе. 6 октября ДНР и ЛНР объявили о переносе своих местных выборов с 18 октября и 1 ноября на февраль 2016 года. Россия, США, Франция, Германия и Украина поддержали решение сепаратистов. 10 октября украинские силовики из танков обстреляли Киевский район Донецка, погиб 1 сепаратист, 1 мирный житель ранен. 17 октября представитель Минобороны ДНР Эдуард Басурин заявил, что ВС ДНР перенесли отвод вооружения калибром менее 100 мм с 18 на 21 октября, так как было зафиксировано несколько нарушений режима прекращения огня. 20 октября ВСУ начали отвод вооружения калибром менее 100 мм от линии соприкосновения в Донецкой области. По словам сепаратистов, в этот же день украинские военные пытались перейти в наступление под Донецком, сепаратисты отбили атаку, а среди силовиков есть потери. Украинский Генштаб ответил, что украинские военные не вели боевых действий под Донецком. 21 октября сепаратисты ДНР начали отвод вооружения калибром менее 100 мм и отвели танки из прифронтовой зоны Новоазовского района. 22 октября они начали отвод танков из Горловки, Донецка и других прифронтовых городов. Утром 28 октября сепаратисты и ВСУ начали отвод артиллерии от линии соприкосновения, закончив его вечером того же дня. 3 ноября в Донбасс прибыл замгенсека ООН О'Брайен. Он ознакомился с гуманитарной ситуацией в ДНР и ЛНР и выразил надежду, что надёжное перемирие продолжит соблюдаться обеими сторонами. В этот же день между ДНР и Украиной было начато ночное грузовое ж/д движение. Утром 5 ноября сепаратисты начали отвод миномётов от линии соприкосновения, завершив его через несколько часов. В этот же день украинские военные тоже начали отвод миномётов. 7 ноября из РСЗО «Град» был обстрелян центр Донецка; снаряд повредил жилой дом, пробил стену, но не разорвался и поэтому никто не пострадал. В этот же день ВСУ завершили отвод миномётов от линии соприкосновения. 10 ноября мэр Дебальцево Алексей Грановский заявил, что украинские силовики пытались наступать на Дебальцево, но сепаратисты отбили атаку. Генштаб Украины в свою очередь заявил, что украинские военные не наступали в районе Дебальцево. 13 ноября президент России Владимир Путин заявил, что есть угроза замораживания войны в Донбассе. В этот же день в Донецк прибыл депутат Госдумы РФ, лидер политической партии «Родина» Алексей Журавлёв. Он заявил, что Россия может помочь восстановить ДНР и ЛНР свою промышленность и наладить с обеими республиками сотрудничество.
27 октября 2015 года министерство финансов ДНР начало регистрацию банков на территории республики.
15 ноября президент Украины Пётр Порошенко заявил, что разминирование Донбасса будет финансировать ЕС. Разминирование будет проходить под эгидой миссии ОБСЕ.
17 ноября украинские военные заявили об обстреле своих позиций в Красногоровке под Донецком из реактивных систем залпового огня «Град». Украинские силовики заявили, что обстрел вели сепаратисты. Сепаратисты эти сообщения назвали вбросом украинских СМИ.
19 ноября депутаты бундестага ФРГ прибыли в ДНР. В ходе визита они посетили Горловку, район аэропорта Донецка. В конце визита, 20 ноября они встретились с председателем Народного совета и полпредом ДНР в контактной группе по Украине Денисом Пушилиным.
24 ноября ДНР приостановила поставки угля на Украину из-за энергетической блокады Крыма.
25 ноября в ДНР приехали итальянские депутаты от партии «Лига Севера».
1 декабря стало известно, что работу делегации ООН в ДНР будет курировать аппарат омбудсмена ДНР по правам человека. В этот же день Минтранс ДНР заявил, что в 2016 году будет возобновлено строительство автодороги Донецк-Харцызск-Амвросиевка-КПП «Успенка» на участке Донецк-Кутейниково. Автодорога должна пройти до границы с Россией. Строительство автодороги позволит существенно увеличить пропускную способность в направлении России по кратчайшему пути. 2 декабря Александр Хуг заявил, что разминирование в Донбассе может завершиться к концу 2015 года.
9 декабря был опубликован доклад ООН по правам человека на Украине. Согласно докладу, с начала войны на Украине погибло 9098 человек, 20732 ранены. В этот же день ДНР возобновила поставки угля на Украину.
11 декабря стало известно, что с 1 января 2016 года ДНР и ЛНР вводят единое налоговое законодательство.
22 декабря ВСУ заявили, что село Коминтерново в буферной зоне был занят сепаратистами. Сюда были переброшены танки и несколько БТР.
23 декабря ДНР и ЛНР договорились о ликвидации таможни между республиками с начала 2016 года.
27 декабря в районе Коминтерново под снайперский огонь попали журналисты ВГТРК, замкомандующего штабом сепаратистов ДНР и официальный представитель Минобороны ДНР Эдуард Басурин, представители ОБСЕ и представители Совместного центра контроля и координации по прекращению огня в Донбассе (СЦКК). В результате обстрела никто не пострадал. Вся инспекция под эгидой миссии ОБСЕ вернулась в Донецк. В ОБСЕ заявили, что обстрел из стрелкового оружия вёлся с северо-западного направления, то есть с позиций украинских военных.
28 декабря в Донецк прибыл председатель партии «Справедливая Россия» и депутат Государственной думы Сергей Миронов. Он заявил, что становление государственности позволит ДНР и ЛНР объединиться в одно государство. Также он заявил, что Россия в ближайшее время может признать ДНР и ЛНР независимыми государствами. В ходе своего визита Миронов назвал ДНР и ЛНР «форпостом борьбы с нацизмом».

## 2017 год
В декабре 2017 года при содействии Владимира Путина и патриарха Московского и всея Руси Кирилла прошёл обмен пленными между Киевом и непризнанными республиками Донбасса. На достижение договорённости об освобождении большей части лиц, удерживавшихся сторонами конфликта, ушло более года. Став важным шагом по выполнению минских соглашений, обмен пленными, однако, не внёс кардинального перелома в урегулирование ситуации в Донбассе. При Петре Порошенко с декабря 2017 года противостоящие друг другу на востоке Украины стороны ни разу не смогли договориться о новом обмене удерживаемыми лицами.

## 2018 год
31 августа в результате взрыва в донецком кафе «Сепар» погиб глава Донецкой Народной Республики Александр Захарченко. После его гибели разрозненные вооруженные формирования были насильно интегрированы или в «1-й армейский корпус», по-видимому под командованием офицеров РФ, или в МВД / МГБ ДНР, которые, как считалось, контролировались ФСБ РФ. Контроль над экономикой был передан новому «премьер-министру» Александру Ананченко, со связями в российском Внешторгсервисе — финансовом и правовом посреднике между РФ и «ДНР/ЛНР».
11 ноября пост главы республики занял Денис Владимирович Пушилин.

## 2019 год
24 апреля президент России Владимир Путин подписал указ, позволяющий жителям ряда районов юго-восточных регионов Украины получить гражданство РФ в упрощённом порядке. Указ устанавливает, что «лица, постоянно проживающие на территориях отдельных районов Донецкой и Луганской областей Украины, имеют право обратиться с заявлениями о приёме в гражданство Российской Федерации в упрощённом порядке».
1 мая президент Путин подписал указ, предоставляющий право обратиться за получением гражданства РФ в упрощённом порядке дополнительным категориям граждан Украины и лиц без гражданства — в частности, тем, кто постоянно проживал в Донецкой области по состоянию на 7 апреля и в Луганской области по состоянию на 27 апреля 2014 года и в настоящее время имеет разрешение на временное проживание в России, вид на жительство в России, удостоверение беженца, свидетельство о предоставлении временного убежища на территории России или свидетельство участника Государственной программы по оказанию содействия добровольному переселению в Россию соотечественников, проживающих за рубежом.
В начале мая упрощённый порядок выдачи российских документов жителям непризнанных республик Донбасса начал действовать. В Донецке официально открылись центры приёма документов, а в Ростовской области — центры выдачи готовых паспортов. Пункты выдачи паспортов РФ для жителей ДНР открыты в селе Покровском Неклиновского района Ростовской области. Для получения российского гражданства нет необходимости отказываться от украинского. Приём заявлений осуществляется через уполномоченных лиц ДНР.
17 июля Владимир Путин подписал указ, распространяющий упрощённый порядок получения российского гражданства на всех жителей Донецкой и Луганской областей Украины, в том числе зарегистрированных на территориях, подконтрольных украинским властям. Воспользоваться упрощённой процедурой могут те граждане Украины, которые находятся на территории России.

## 2021 год
В начале сентября ЛНР и ДНР договорились о прекращении с 1 октября таможенного оформления товаров, пересекающих границу между ними, и упразднении таможенных постов.
6 сентября две республики приняли программы социально-экономического развития на 2022—2024 годы, пояснив, что планируют подписать договоры, «которые обеспечат создание единого экономического пространства для устойчивого развития экономики республик и улучшения качества жизни» населения. 15 сентября договор о создании единой таможенной территории и развитии экономической интеграции был подписан руководителями ЛНР и ДНР Леонидом Пасечником и Денисом Пушилиным. Через неделю его ратифицировали парламенты республик. 30 сентября главы двух МИДов — Наталья Никонорова от ДНР и Владислав Дейнего от ЛНР — обменялись ратификационными грамотами, что означало вступление договора в силу.
Подписание договора должно способствовать созданию единого режима торговли товарами в отношениях с третьими странами, единого таможенного регулирования, свободного перемещения товаров между территориями ДНР и ЛНР без применения таможенного декларирования и госконтроля. Как заявил 6 сентября Леонид Пасечник, упразднение таможни — первый шаг в процессе интеграции двух непризнанных образований: «Перед нами стоит ещё одна очень большая и мощная задача — это создание единого экономического пространства и единого таможенного пространства. Для этого нам будет необходимо привести к унификации, единому полю законодательства наших республик, которые будут соответствовать законодательству Российской Федерации».
На выборах в Государственную думу, состоявшихся в сентябре 2021 года, Центризбирком РФ обеспечил возможность дистанционного электронного голосования по партийным спискам для жителей ЛНР и ДНР, имевших российское гражданство, но не имевших прописки в России. Помимо этого, для их голосования на территории Ростовской области было организовано около 50 избирательных участков.
15 ноября президент Путин подписал указ об оказании гуманитарной поддержки населению ДНР и ЛНР на период «до политического урегулирования» на основе Минских соглашений. В указе заявлено, что гуманитарная помощь отдельным районам Донецкой и Луганской областей нужна для защиты «прав и свобод гражданина», а также для «недопущения дальнейшего снижения уровня жизни в условиях экономической блокады» и пандемии COVID-19. Представитель России в ТКГ Борис Грызлов назвал этот указ ответом на невыполнение Украиной Минских соглашений.
Указом предусматривается:
- признание в России сертификатов происхождения товаров и услуг, выданных органами и организациями, «фактически действующими на территории указанных районов»;
- допуск товаров из республик к государственным закупкам наравне с российскими;
- отмена экспортно-импортных количественных ограничений на перемещение товаров через границы с ДНР и ЛНР (за исключением отдельных групп товаров)[185].

Путин поручил организовать пункты пропуска на границе, через которые будут перемещаться товары из ДНР и ЛНР. Также было поручено внести необходимые изменения в законодательную базу, а также внести изменения в указ о продовольственном эмбарго, принятый в августе 2014 года, и в указ об экономических санкциях против Украины, принятый в октябре 2018 года, с тем, чтобы исключить из принятых ограничений товары и услуги из ДНР и ЛНР.
Глава ДНР Денис Пушилин заявил, что республика готова экспортировать в Россию продукцию угольной и металлургической промышленности, а также продовольствие. В России, по его словам, используется донецкая кабельно-проводниковая продукция, горно-шахтное и электрооборудование.
Как сообщала в ноябре газета «Ведомости» со ссылкой на источник, близкий к руководству ДНР, практически полное отсутствие российских вакцин от COVID-19 для населения непризнанных республик наблюдается уже несколько месяцев, а уровень заболеваемости такой же высокий, как в соседних регионах России и Украины. Существуют также трудности с медицинским обеспечением и врачами.
17 декабря Владимир Путин заявил, что Россия продолжит поддерживать Донбасс в вопросах инфраструктуры, в социальной и производственной сферах — не только по гуманитарной линии, но через прямое сотрудничество.

## 2022 год
18 февраля 2022 года МЧС Донецкой народной республики сообщило о планируемой эвакуации из республики около 700 тыс. человек. Правительство ДНР связывало это с возможным наступлением Украины на ДНР и ЛНР. Глава ДНР Денис Пушилин заявил, что подписал указ об организации всеобщей мобилизации.
21 февраля президент Российской Федерации Владимир Путин подписал указ о признании суверенитета ДНР. 22 февраля Российская Федерация и ДНР заключили Договор о дружбе, сотрудничестве и взаимной помощи.
24 февраля началось полномасштабное вторжение России на Украину.
27 сентября Центральная избирательная комиссия России заявила, что в ходе серии «референдумов» на оккупированных территориях Украины подавляющее большинство жителей ДНР якобы проголосовало за вхождение в состав России.
ДНР формально прекратила своё существование 4 октября, вместо неё был образован одноимённый регион в составе России.
19 октября 2022 В. Путин издал Указ о введении военного положения на территориях ДНР, ЛНР, Запорожской и Херсонской областей.